# NGC 6381
NGC 6381 ist eine 12,9 mag helle Spiralgalaxie vom Hubble-Typ Sc im Sternbild Drache am Nordsternhimmel. Sie ist schätzungsweise 155 Millionen Lichtjahre von der Milchstraße entfernt und hat einen Scheibendurchmesser von etwa 60.000 Lj.
Das Objekt wurde am 7. Juli 1885 von Lewis A. Swift entdeckt.